# Внешняя политика Антигуа и Барбуды
Внешняя политика Антигуа и Барбуды — взаимоотношения Антигуа 
и Барбуды с другими странами.
Государство Антигуа и Барбуда имеет дипломатические отношения с США, Канадой и Великобританией, Китайской Народной Республикой, а также со многими странами Латинской Америки и соседними Восточно-карибскими государствами.
Оно является членом ООН, Содружества Наций, Организации американских государств, Организации Восточно-карибских государств, Боливарианского Альянса для Америк, Региональной системы обороны.
В качестве члена КАРИКОМ, Антигуа и Барбуда поддержало усилия США по выполнению Резолюции Совета Безопасности ООН 940, предназначенные для облегчения эмиграции из Гаити. Страны согласились предоставить персонал в составе многонациональных сил, которые восстановили демократически избранное правительство Гаити в октябре 1994 года.
В мае 1997 года премьер-министр Антигуа и Барбуды присоединился к 14 другим карибским лидерам и президенту США Биллу Клинтону на первом региональном саммите в Бриджтауне, Барбадос. Саммит укрепил основу для регионального сотрудничества в области правосудия и борьбы с наркотиками, проблем финансов, развития и торговли.
Антигуа и Барбуда также является членом Международного Уголовного Суда.